# Fritz Graßhoff

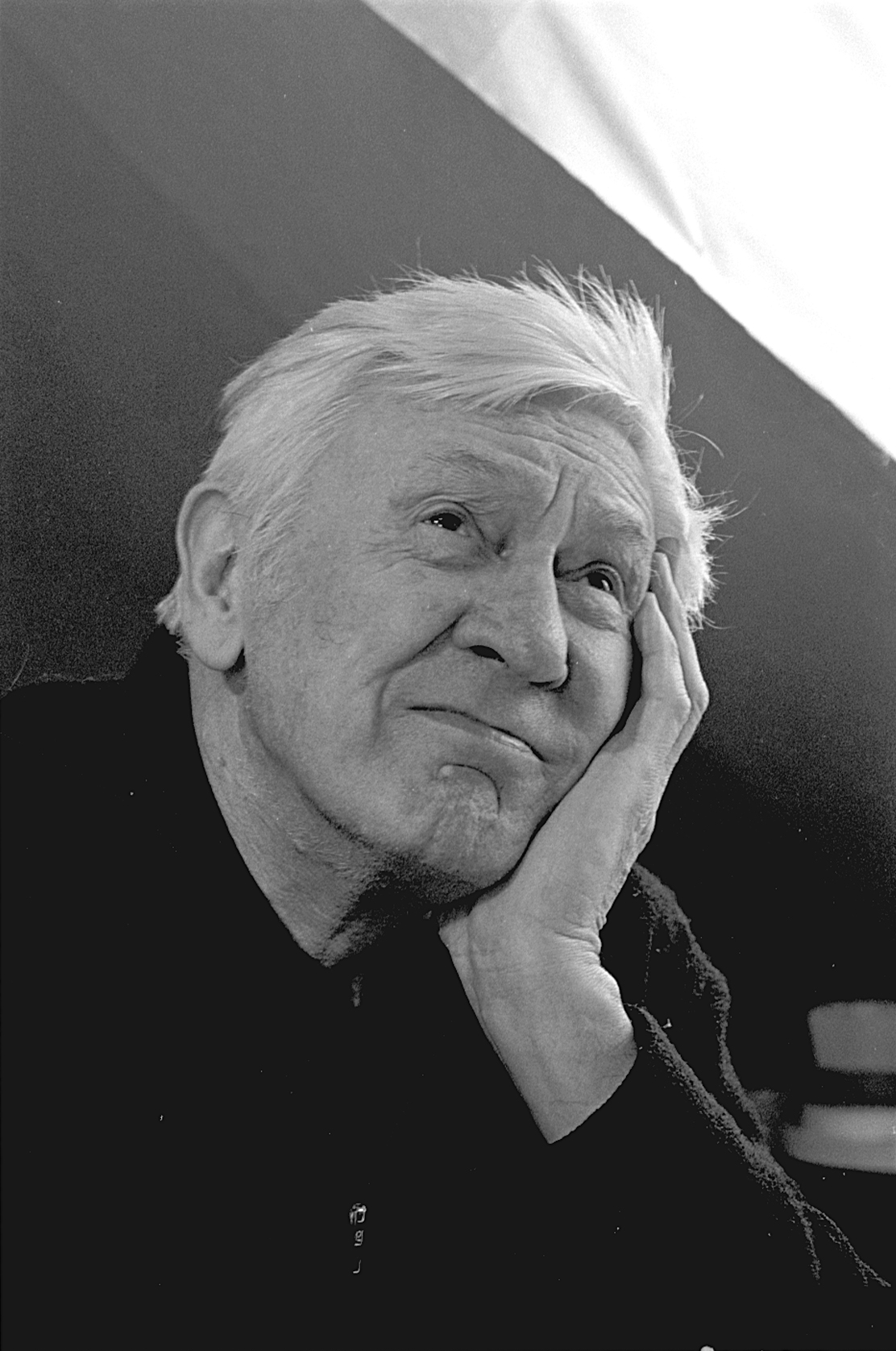
Fritz Graßhoff, 1984

Fritz Graßhoff (nach seiner Auswanderung auch: Fritz Grasshoff, * 9. Dezember 1913 in Quedlinburg; † 9. Februar 1997 in Hudson, Kanada) war ein deutscher Zeichner, Maler, Schriftsteller und Schlagertexter.

## Leben
Fritz Graßhoff verbrachte seine Jugend in Quedlinburg, wo sein Vater (früher Seemann) als Kohlenhändler lebte. Das derbe Milieu hinterließ später viele Spuren in seinen Balladen und Songs. 1933 machte er sein Abitur und begann zunächst eine Lehre als Kirchenmaler; später war er journalistisch tätig. Zum 1. Mai 1937 trat er der NSDAP bei (Mitgliedsnummer 6.038.064). Im Jahr 1938 wurde er zum Militär einberufen, geriet im Krieg in die Sowjetunion und zum Schluss in britische Gefangenschaft. Als Kriegsgefangener kam er nach Heiligenhafen und lebte im Barackenlager. 
Von 1946 bis 1967 lebte er in Celle. In dieser Zeit reiste er viel nach Griechenland und lebte zeitweise auch in Schweden. Gleich bei seiner ersten Kunstausstellung (1954 in Hannover) erfolgten Ankäufe von der Kunsthalle Hamburg und dem Lehmbruck-Museum Duisburg. Parallel dazu verlief seine schriftstellerische Tätigkeit. Sein Geld verdiente er hauptsächlich mit Schlagertexten (er schrieb z. B. diverse Hits für Lale Andersen und Freddy Quinn, aber auch den Evergreen Nimm mich mit Kapitän, auf die Reise für Hans Albers), während er neben seinen oft derben Songs und Balladen (vertont von Musikern wie Heinz Gietz, Lotar Olias, Siegfried Strohbach, Bert Grund, Wolfgang „Schobert“ Schulz von Schobert und Black oder James Last, damals noch Hans Last) auch ernsthafte Lyrik schrieb sowie Texte des schwedischen Nationaldichters Carl Michael Bellman und aus der römischen und griechischen Antike übersetzte. Zeitweise war Graßhoff einer der meistrezitierten deutschen Schriftsteller – namhafte Interpreten wie René Deltgen, Gustav Knuth, Inge Meysel oder Heinz Reincke machten seine Werke durch mehrere Schallplattenproduktionen populär. Auch Graßhoffs eigene Lesungen, z. T. als Jazz- und Lyrik-Events mit Schlagzeugbegleitung von einem Lastwagen herunter gesprochen, hatten einigen Zulauf.
Graßhoff hielt sich vom Literaturbetrieb fern; er litt darunter, dass er hauptsächlich nach seinen Schlagertexten bewertet wurde, und als sein biographischer Roman Der blaue Heinrich 1980 kaum Beachtung fand, wanderte er, enttäuscht von den deutschen Verhältnissen aus Zwingenberg an der Bergstraße nach Kanada aus, wo er die letzten 14 Jahre seines Lebens in seinem Haus am Ottawa-River verbrachte. Inzwischen hat Graßhoff, vor allem durch seine späte Lyrik (Von der Wichtigkeit der Dinge) und eine Neubewertung seines Romans Der blaue Heinrich einen anerkannten Platz in der Literatur gefunden, was sich in zahlreichen Essays in Literaturzeitschriften widerspiegelt.

## Werke

### Literarische Werke
- Zeltlieder und Barackenverse. J.M. Klopp, Lütjenburg/Holstein 1945
- Das Heiligenhafener Sternsingerspiel 1945. J.M. Klopp, Lütjenburg/Holstein 1945, und J.A. Keune, Hamburg 1946
- Hoorter Brevier. Gedichte. J.A. Keune. Hamburg 1947
- Halunkenpostille. J.A. Keune, Hamburg 1947
- Das Gemeindebrett. Allgemein-ungültiger Jahresweiser für Landleute. Lange, Duisburg 1954
- Im Flug zerfallen die Wege der Vögel. Gedichte. Lange, Duisburg 1956
- Und ab mit ihr nach Tintagel. Lange, Duisburg 1958
- Die klassische Halunkenpostille. Epigramme und Satiren. Kiepenheuer & Witsch, Köln/Berlin 1964
- Graßhoffs unverblümtes Lieder- und Lästerbuch. Kiepenheuer & Witsch, Köln/Berlin 1965
- Der neue Salomo. Eine Art Predigt an der Straßenecke. (Musik: Lotar Olias). Edition Esplanade, Hamburg 1965
- Carl Michael Bellman. Durch alle Himmel alle Gossen. Ein Bündel Fredmanscher Episteln und Songs. Aus dem Schwedischen singbar ins Deutsche gebracht. Kiepenheuer & Witsch, Köln/Berlin 1966
- Bilderreiches Haupt- und (G)liederbuch. Kiepenheuer & Witsch, Köln/Berlin 1970, ISBN 3-462-00747-5.
- Facts on Music, ein Schallmanach für Moeck gereimt & bebildert von Fritz Graßhoff. Moeck verlag + musikinstrumentenwerk, Celle 1970
- Der singende Knochen. Kurzgelochte Parahistorie zur echten Flötenforschung. Edition Moeck, Celle 1971
- Seeräuber-Report. Songs, Lieder & Balladen. Erdmann, Tübingen/Basel 1972, ISBN 3-7711-0142-5.
- Philodemos und die antike Hintertreppe. 20 griechisch-römische Autoren neu übersetzt und umgehost mit Graphiken des Autors. Eremiten-Presse, Düsseldorf 1975, ISBN 3-87365-079-1.
- Foxy rettet Amerika. Ein Musical für Kinder von 8-80. Musikverlag B. Schott’s Söhne, Mainz 1976
- Der blaue Heinrich. Roman. Nymphenburger, München 1980, ISBN 3-485-00388-3.
- Piraten. Wein, Weib und fette Beute. Edition Esplanade, Hamburg 1981
- Graßhoffs neue große Halunkenpostille. Limes, Wiesbaden 1981
- Prosit ein Leben lang. Wollust & Müßiggang. Carl Michael Bellman, Episteln & Songs. Fritz Graßhoff, Nachdichtungen. Edition Handpresse Gutsch, Berlin 1985, ISBN 3-924993-09-2.
- Les Animaux en pantalons. Tiere in Hosen. Eine Auswahl aus Menschenfabeln. Éditions du Silenoe, Montréal 1991
- Bellman auf Deutsch. Fredmans Episteln. Aus dem Schwedischen des 18. Jahrhunderts singbar ins Deutsche gerückt. Verlag für Berlin-Brandenburg, Potsdam 1995, ISBN 3-930850-10-9.
- Martial für Zeitgenossen. Epigramme von Marcus Valerius Martialis. Eremiten Presse, Düsseldorf 1998, ISBN 3-87365-315-X.
- Von der Wichtigkeit der Dinge. Heritage Fritz Graßhoff / Stiftung. Deutsches Kabarettarchiv, Mainz 2003
- Satire. Mit einem Vorwort von Roswitha Grasshoff und Nachwort von Pierre Filion. Deutsch und französisch. Éditions du Silence, Montreal 2007, ISBN 978-2-920180-71-0.
- Flaschenpost mit Weltgeist. Gedichte in 13 Kapiteln. Arche, Hamburg 2013, ISBN 978-3-7160-2695-3.

### Bildbände, Ausstellungskataloge
- Bilder und Zeichnungen von Fritz Graßhoff. Städtisches Kulturamt, Celle 1947
- Gerhard Händler: Fritz Grasshoff. Städt. Kunstmuseum Duisburg. Museumsverein, Duisburg 1956
- Paintings, Peintures, Gemälde 1984–1986. Montreal (Kanada)
- Graphik – Graphic – Graphique. 1943–1993. Ein Querschnitt. Éditions Vaudreuil, Vaudreuil-Dorion (Kanada) 1993
- Fritz Grasshoff als Maler. Biografie. Mercator Verlag Duisburg 2013, ISBN 978-3-87463-533-2.

### Tonträger und Notenhefte
- Halunkensongs. Für Bariton, Trompete, Geige, Akkordeon, Kontrabaß und Schlagzeug. Musik: Siegfried Strohbach. (LP) BASF. Noten: IMSLP
- Großer Kalender. (Nach Texten aus „Das Gemeindebrett“) Für Männerchor, Solo-Klavier und großes Orchester. Musik: Siegfried Strohbach, Noten: Breitkopf & Härtel (1961), Neufassung für gemischten Chor, 2 Klaviere und Schlagzeug (1976). Noten: IMSLP
- Die große Halunkenpostille. (LP) EMI-Electrola 1963
- Songs für Mündige. Fritz Graßhoff dichtete und zeichnete wie Graßhoff, Lotar Olias komponierte und sang – so gut er konnte, Hans Last (d. i. James Last) trug die ganze Last des Arrangements. Es beehren sich vorzutragen für Schlimme und Arglose: Lale Andersen, Edith Hancke, Inge Meysel, Hanne Wieder, Helmut Brasch, Eckart Dux, Gustav Knuth, Mal Sondock, Ernst Stankovski und andere, Orchester Hans Last. (LP) Polydor, Kabarett – Literarische Kleinkunst 47 805, Hamburg 1965; Noten: (enthält 17 der 21 Titel des Albums): Edition Esplanade GmbH, Hamburg 1965
- Halunkenpostille. Schräge Songs, halbseidene Lieder und wunderschöne Gedichte. Musik von Hans-Martin Majewski und Norbert Schultze. Gesprochen und gesungen von Hanne Wieder, Hannelore Schroth, Gustav Knuth, Gisela aus Schwabing, Kirsten Heiberg, Ralf Bendix, Jens Brenke, Inge Brandenburg, Werner Schmalenbach und Fritz Graßhoff. (LP) EMI-Electrola E 83 35, Köln 1967
- Unerhörte Chansons. Texte von Fritz Graßhoff gesungen von Illo Schieder, Orchester Bert Grund. (LP) MPS 15108, Villingen 1968
- Obszön aber schööön. 14 kompakte Nummern, präsentiert von Edith Hancke, Inge Meysel, Hanne Wieder, Helmut Brasch, Eckart Dux, Gustav Knuth, Mal Sondock, Ernst Stankovski und dem Mimi-Terzett, Musik: Lotar Olias. (LP) MCA Records MAPS 1746, Quickborn 1968
- Nur für Playboys. Balladen und Partylieder aus dem „Unverblümten Lieder- und Lästerbuch“. Musik von Lotar Olias. Vorgetragen von Edith Hancke, Beate Hasenau, Kathia, Nana Gualdi, Lotar Olias, Eckart Dux, Kurt Fuß und Die grauen Jungs. (LP) Populär Schallplatten – Richter GmbH & Co KG 5002 ST, Duisburg (Jahr ?)
- Fritz Grasshoff’s Unartige Lieder. Songs und maulfaule Balladen + Badewannenlieder für Mündige und Dickfellige unter Musik gesetzt von Lotar Olias. Gesprochen und gesungen von Helmut Brasch, Inge Meysel, Ernst Stankovski, Gustav Knuth, Lothar Olias, Mal Sondock, Edith Hancke, Eckart Dux, Lale Andersen, Günter Jerschke, Erich Uhland, und Hanne Wieder. (LP) Intercord 720-08 U, 1969
- Ein Bündel Chansons von frech bis poco triste. Texte von Fritz Graßhoff, Musik von Friedrich Zehm. Noten. B. Schott’s Söhne, Mainz 1969
- Warehouse-Life. Chor-Revue. Musik von Peter Seeger. Noten. Schott, Mainz 1972
- Heute in Meckelheim. Eine Rockkantate. Musik von H. G. Koch. Noten. WDR 1972
- Vatter Brüggemanns Tauben. Rudi Horn singt von Kumpels, Kohlen und Kurzen. Musik: Heinz Gietz. (LP) BASF Cornet 2021724-8, Ludwigshafen 1972
- Seeräuber-Report. Interpreten: Heinz Reincke, Ingrid van Bergen, Günter Pfitzmann, Ralf Bendix, Jens Brenke, Hannes Messemer. (LP) HÖR ZU – EMI-Electrola SHZE 397, Köln 1973; (CD) Conträr Musik, Schwarzenbek 2004
- Aus dem hannoverschen Jenseits. Neue Kellersongs, Witze und Reime mit Jens Brenke. (LP) L&P-Ton. Hannover 1974
- Das ganze Jahr. LP 1: Texte von Fritz Graßhoff: „Allgemein nicht gültiger Bauernkalender“, (LP 2: andere).  Musik: Schobert Schulz, gesungen von Schobert & Black. (2 LPs) Teldec 6.28342DX, Hamburg 1975
- Damen dürfen Erröten. Musik: Norbert Schultze, Wolfgang Keller & Jens Brenke. Gesungen und gesprochen von Gustav Knuth, Ralf Bendix, Hannes Messemer, Jens Brenke, René Deltgen, Wolfgang Neuss, Lale Andersen, Heidi Mahler, Mady Rahl, Helmut Charon und dem Botho-Lucas-Chor. (LP) EMI-Electrola SMS 83 949, Köln 1977
- Foxy rettet Amerika. Musical. Musik: Heinz Geese. (LP) EMI-Electrola, Köln 1977
- Halunkenlieder. Schauerballaden, Rattenpfiffe, Bänkelgesänge, Waschküchenlieder und Moritaten. Mu: Hanns Heeren. Liederheft. Südmarkverlag, Witzenhausen 1978
- Liederliches von der Küste. Texte von Fritz Graßhoff gesungen von Günther Bockelmann. Musik: Heinz Gietz. Herausgeber: Büro Bremerhaven-Werbung. (LP) Teldec 66.225 222, Hamburg 1982
- Schlag-Zeilen. Liebes-, Laster-, Lust- und Lästerlieder von Fritz Graßhoff. Musik: Christian Weber. (LP) Zytglogge-Verlag, Gümlingen 1984
- Vom Grundriss der Brötchen. Liederzyklus nach Texten von Fritz Grasshoff für Stimme, Oboe, Klavier, Cello. Ensemble Aequatuor. 1994
- Münchhausens wunderbare Reisen und Abenteuer. Eine heitere Folge für Männerchor, einen Erzähler, Klavier (und Instrumente ad lib.). Texte von Walther Schneider und Fritz Graßhoff. Noten. Tonos-Musikverlag, Darmstadt 2000. ISMN M-2015-6615-3.
- Süverkrüp singt Graßhoffs Bellman. 13 Episteln von Carl Michael Bellman, ins Deutsche übertragen von Fritz Graßhoff. (CD) Conträr Musik 4405-2, Schwarzenbek 1996
- Hört mal her, ihr Zeitgenossen. Gesprochen und gesungen von Der Black, Dieter Süverkrüp, Fritz Graßhoff und Pit Klein. Graßhoff zum 90. (CD) Conträr Musik 2912-2, Schwarzenbek 2003
- Deutschland oder Was beißt mich da?. Schobert & Black, die singenden Bärte, mit Graßhoff-Liedern. CD nach den LPs Lästersongs und moralische Lieder und Deutschland oder Was beißt mich da? von 1967 bzw. 1968, mit bebildertem Textheft. ISBN 3-932219-54-6. Conträr Musik – Indigo 5162-2, Schwarzenbek 2004
- lästerlich, liederlich & unverblümt. April 2010 mit 12 Grasshoff-Songs von seinem früheren Freund, dem Bänkelsänger Peter Hunziker, Burgdorf/Schweiz

## Ausstellungen (Auswahl)
- 1949 Bomann-Museum, Celle
- 1954 Kestner-Gesellschaft, Hannover
- 1954 Kunstverein, Braunschweig
- 1956 Städtisches Kunstmuseum, Duisburg
- 1960 Stadttheater, Lünen
- 1961 Studio für neue Kunst, Wuppertal-Elberfeld
- 1962 Schloss Celle
- 1969 Kunstkreis Fuchs, Graßhoff, Hildesheimer, Meckel, Sigel, Hameln
- 1970 Kunstverein, Celle
- 1977 Bomann-Museum, Celle
- 1991 Stewart Hall, Montréal (Kanada)
- 1991 Goethe-Institut, Montréal (Kanada)
- 1991 Stadtbibliothek, Stuttgart
- 1993 Clemens-Cassel-Haus, Celle
- 2003 Schlossmuseum, Quedlinburg
- 2005 Gulliver, Köln
- 2013/2014 Palais Salfeldt, Quedlinburg
- 2013/2014 Bomann-Museum, Celle